# Наумова, Мария
Мари́я Нау́мова (латыш. Marija Naumova; 23 июня 1973 года, Рига) — латвийская певица, победившая под псевдонимом Marie N с песней «I Wanna» на конкурсе песни Евровидение в 2002 году.

## Биография
Родилась 23 июня 1973 года в Риге.
С 1994 года начала сотрудничать с композитором Раймондом Паулсом. В 1995 году приняла участие в телеконкурсе молодых талантов и была тепло принята зрителями. В 1998 году участвовала в концерте, посвященном 100-летию Дж. Гершвина, после чего приобрела известность в стране. В 1999 выпустила первый сольный альбом «До светлых слёз», записанный на русском языке. Выпущенный в 2001 году альбом «Ieskaties acīs» через две недели после выхода стал «золотым», а по истечении 11 месяцев — «платиновым». В том же году записала альбом на французском языке «Ma Voix, Ma Voie». Получила приз зрительских симпатий на конкурсе «Голос Азии».
В 2000 году впервые участвовала в национальном отборе к Евровидению, где заняла второе место. После неудачной попытки в следующем году, победила в отборочном туре, а затем и на самом конкурсе 2002 года с песней «I Wanna», музыку к которой Мария написала сама. Песня стала первой среди победителей конкурса, которая не была издана звукозаписывающими компаниями за пределами своей страны. В том же году в качестве специального гостя выступила на Международном конкурсе молодых исполнителей поп-музыки «Новая волна» в Юрмале.
В ноябре того же года выпустила два новых альбома (один — на английском, второй — на латышском языке). Была, вместе с Ренарсом Кауперсом, ведущей конкурса Евровидение 2003 года, проходившего в Риге. В 2004 году исполнила главную партию в мюзикле «Звуки музыки». Также была признана лучшей исполнительницей заглавной роли в мюзикле «Сестра Керри».
В свой последний альбом «On my own» включила песни на латышском, английском, французском и португальском языках.
Получила юридическое образование в Латвийском университете. В 2005 году стала первым в Латвии Послом доброй воли ЮНИСЕФ.
В конце 2007 и в начале 2008 года Мария Наумова исполнила роль Фантины в мюзикле, поставленном по мотивам романа Виктора Гюго «Отверженные».

## Дискография
- «До светлых слёз» (1998)
- «Ieskaties acīs» (2000)
- «Ma Voix, Ma Voie» (2001)
- «On a Journey» (2002)
- «Noslēpumi» (2002)
- «Nesauciet sev līdzi» (2004)
- «Another Dream» (2005)
- «Lullabies» (2010)
- «Uz ilūziju tilta» (2016)